# John Joachim
John Louis Joachim (* 8. April 1874 in Pomeroy; † 21. Oktober 1942 in St. Louis) war ein US-amerikanischer Ruderer.

## Karriere
Joachim nahm an den Olympischen Spielen 1904 in St. Louis teil. Hier erreichte er mit seinem Partner John Joseph Buerger im Zweier ohne Steuermann den dritten Rang und sicherte sich somit Bronze.
Neben dem Rudersport arbeitete er als Metallpolierer bei Majestic Manufacturing.